# Lachnaia zoiai
Lachnaia zoiai is een keversoort uit de familie bladkevers (Chrysomelidae). De wetenschappelijke naam van de soort werd in 1997 gepubliceerd door Regalin.